# سد نواندی
سد نواندی (به لاتین: Nwanedi Dam) یک سد قوسی در آفریقای جنوبی است که در آفریقای جنوبی واقع شده‌است.